# Дуайер, Мэтт
Мэтт Дуайер (англ. Matt Dwyer; род. 17 декабря 1989, Нью-Уэстминстер) — канадский боец смешанного стиля, представитель средней и полусредней весовых категорий. Выступает на профессиональном уровне начиная с 2011 года, известен прежде всего по участию в турнирах бойцовской организации UFC. Владел титулами чемпиона канадского промоушена BFL.

## Биография
Мэтт Дуайер родился 17 декабря 1989 года в городе Нью-Уэстминстер провинции Британская Колумбия, Канада. Практиковал бразильское джиу-джитсу, добившись в этой дисциплине коричневого пояса.

### Battlefield Fight League
Дебютировал в смешанных единоборствах на профессиональном уровне в августе 2011 года, отправив своего соперника в нокаут уже на 41 секунде первого раунда. Начинал карьеру в небольшом канадском промоушене Battlefield Fight League — почти всегда выходил из поединков победителем, единственное поражение потерпел от бразильца Маркуса Аурелиу, оказавшись в нокауте в результате слэма.
В июне 2013 года завоевал титул чемпиона BFL в полусредней весовой категории, выиграв техническим нокаутом у Колина Дэйнса. Затем благополучно защитил полученный чемпионский пояс, досрочно победил американского ветерана Шоуни Картера. Должен был также защищать титул в поединке против Дамаркеса Джонсона, но тот не уложился в вес, и бой был нетитульным — Дуайер выиграл техническим нокаутом во втором раунде.

### Ultimate Fighting Championship
Имея в послужном списке семь побед и только одно поражение, Дуайер привлёк к себе внимание крупнейшей бойцовской организации мира Ultimate Fighting Championship. Изначально его дебют планировался на август 2014 года, канадский боец должен был встретиться с доминиканцем Алексом Гарсией, но травмировался и вынужден был сняться с турнира — его заменили Нилом Магни, однако в конечном счёте весь турнир был отменён. Таким образом, Дуайер впервые вышел в октагон UFC только в октябре, встретился с россиянином Альбертом Туменовым и проиграл ему нокаутом в первом же раунде.
Следующим соперником в феврале 2015 года стал бразилец Вилиам Макариу — Дуайер нокаутировал его «ударом супермена» на четвёртой минуте первого раунда, заработав при этом бонус за лучшее выступление вечера.
В июле 2015 года единогласным решением судей уступил Алану Джубану. Их противостояние было признано лучшим боем вечера.
Последний по контракту бой в UFC провёл в январе 2016 года, по очкам проиграл Рэнди Брауну, и на этом его сотрудничество с организацией подошло к концу.

### Дальнейшая карьера
Покинув UFC, Мэтт Дуайер продолжил выступать в Канаде в менее престижных промоушенах. В июле 2016 года одержал победу над соотечественником Джесси Ронсоном на турнире XFFC, получив единогласное судейское решение в свою пользу.
В 2018 году поднялся в средний вес и вернулся в BFL, где сразу же завоевал титул чемпиона.

## Статистика в профессиональном ММА
| Боёв 18  | Побед 11 | Поражений 7 |
| -------- | -------- | ----------- |
| Нокаутом | 9        | 2           |
| Сдачей   | 0        | 0           |
| Решением | 2        | 5           |

| Результат | Рекорд | Соперник         | Способ               | Турнир                                    | Дата             | Раунд | Время | Место                  | Примечание                                            |
| --------- | ------ | ---------------- | -------------------- | ----------------------------------------- | ---------------- | ----- | ----- | ---------------------- | ----------------------------------------------------- |
| Поражение | 11-7   | Михаил Рагозин   | Единогласное решение | RCC 7                                     | 14 декабря 2019  | 3     | 5:00  | Екатеринбург, Россия   |                                                       |
| Поражение | 11-6   | Кей Би Буллар    | Единогласное решение | Unified MMA 38                            | 27 сентября 2019 | 5     | 5:00  | Эдмонтон, Канада       | Бой за титул чемпиона Unified MMA в среднем весе      |
| Поражение | 11-5   | Крис Кёртис      | Решение большинства  | Z Promotions Fight Night 9: Lethbridge    | 25 января 2019   | 5     | 5:00  | Летбридж, Канада       | Бой за вакантный титул чемпиона ZP в среднем весе     |
| Победа    | 11-4   | Доминик Стил     | KO (удар рукой)      | XXFC 18: Diablo Fight Series              | 21 июля 2018     | 1     | 4:59  | Пентиктон, Канада      | Выиграл вакантный титул чемпиона XFFC в среднем весе. |
| Победа    | 10-4   | Крис Андерсон    | Раздельное решение   | BFL 53                                    | 13 января 2018   | 5     | 5:00  | Кокуитлам, Канада      | Выиграл титул чемпиона BFL в среднем весе.            |
| Победа    | 9-4    | Джесси Ронсон    | Единогласное решение | XFFC 10: Out of the Ashes                 | 8 июля 2016      | 3     | 5:00  | Гранд-Прери, Канада    |                                                       |
| Поражение | 8-4    | Рэнди Браун      | Единогласное решение | UFC on Fox: Johnson vs. Bader             | 30 января 2016   | 3     | 5:00  | Ньюарк, США            |                                                       |
| Поражение | 8-3    | Алан Джубан      | Единогласное решение | UFC Fight Night: Mir vs. Duffee           | 15 июля 2015     | 3     | 5:00  | Сан-Диего, США         | Бой вечера.                                           |
| Победа    | 8-2    | Вилиам Макариу   | KO (удар супермена)  | UFC Fight Night: Bigfoot vs. Mir          | 22 февраля 2015  | 1     | 3:14  | Порту-Алегри, Бразилия | Выступление вечера.                                   |
| Поражение | 7-2    | Альберт Туменов  | KO (удары)           | UFC Fight Night: MacDonald vs. Saffiedine | 4 октября 2014   | 1     | 1:03  | Галифакс, Канада       |                                                       |
| Победа    | 7-1    | Дамаркес Джонсон | TKO (удары руками)   | BFL 30                                    | 23 мая 2014      | 2     | 3:39  | Ричмонд, Канада        | Нетитульный бой; Джонсон не сделал вес (79,4 кг).     |
| Победа    | 6-1    | Шоуни Картер     | TKO (отказ)          | BFL 27                                    | 18 января 2014   | 3     | 5:00  | Ричмонд, Канада        | Защитил титул чемпиона BFL в полусреднем весе.        |
| Победа    | 5-1    | Колин Дэйнс      | TKO (удары руками)   | BFL 24                                    | 8 июня 2013      | 1     | 4:33  | Пентиктон, Канада      | Выиграл титул чемпиона BFL в полусреднем весе.        |
| Победа    | 4-1    | Райан Чиаппе     | TKO (удары руками)   | BFL 19                                    | 9 ноября 2012    | 1     | 4:37  | Пентиктон, Канада      |                                                       |
| Победа    | 3-1    | Леви Алфорд      | KO (удар рукой)      | BFL 17                                    | 28 июля 2012     | 1     | 0:29  | Пентиктон, Канада      |                                                       |
| Поражение | 2-1    | Маркус Аурелиу   | KO (слэм)            | BFL 15                                    | 27 апреля 2012   | 1     | 0:30  | Нанаймо, Канада        |                                                       |
| Победа    | 2-0    | Марк Доубл       | TKO (удары)          | BFL 13                                    | 11 февраля 2012  | 1     | 3:31  | Вернон, Канада         |                                                       |
| Победа    | 1-0    | Леви Алфорд      | KO (удар коленом)    | BFL 10                                    | 20 августа 2011  | 1     | 0:41  | Вернон, Канада         |                                                       |